# 清水葉月
清水 葉月（しみず はづき、1990年8月11日 - ）は、日本の女優。
愛知県出身。所属事務所はエフ・エム・ジー。

## 略歴・人物
高校在学中に受けたオーディションに合格し、初舞台となる『黒猫』で2008年に女優デビュー。上京し、アルバイトをしながら舞台を中心に活動。上京5年目のカメラマンによる撮影をきっかけに意識が変わり、映画、テレビドラマなどの映像作品にも進出。映画『全員死刑』（2017年）、劇団☆新感線『髑髏城の七人 Season鳥』（2017年）、M&Oplaysプロデュース『二度目の夏』（2019年）などへの出演により注目を集める。2020年にはNHK連続テレビ小説『エール』に出演する。
身長は157cm。スリーサイズはB80cm、W61cm、H85.5cm。靴のサイズは23cm。
特技はピアノ、長距離走。

## 出演

### 舞台
- 劇団イキウメ
  - 『片鱗』（2013年）
  - 『太陽』（2016年）
  - 『図書館的人生Vol.4 襲ってくるもの』（2018年）
  - 『無駄な抵抗』（2023年）[7]
- 二兎社『書く女』（2016年） - い夏（伊東夏子） 役[8]
- 劇団☆新感線『髑髏城の七人 Season鳥』（2017年） - 沙霧 役[3]
- M&Oplaysプロデュース『二度目の夏』（2019年） - 前田早紀子 役
- 劇団☆新感線神州無頼街（2022年） - 揚羽 役[9]
- KERA・MAP#010『しびれ雲』（2022年11月6日 - 12月4日 下北沢 本多劇場、12月8日 - 11日、兵庫県立芸術文化センター 阪急 中ホール、12月17日 - 18日 北九州芸術劇場 中劇場、12月24日 - 25日 りゅーとぴあ 新潟市民芸術文化会館・劇場）[10]
- サンソン －ルイ16世の首を刎ねた男－（2023年4月 - 5月）
- 欲望という名の電車（2024年） - ステラ・コワルスキー 役[11]
- KAAT神奈川芸術劇場プロデュース『最後のドン・キホーテ THE LAST REMAKE of Don Quixote』（2025年公演予定）[12]

### 映画
- 悼む人（2015年）
- 次男と次女の物語
- SHARING（2016年）
- 全員死刑（2017年） - カオリ 役
- 愛唄-約束のナクヒト-（2019年）
- 夜明け（2019年）
- レディ・トゥ・レディ（2020年）

### テレビドラマ
- 孤独のグルメ Season3 第5話 （2013年8月7日、テレビ東京） - ヒッピー風の客 役
- さぼリーマン甘太朗（2017年、テレビ東京） - 佐野えりか 役
- 神ノ牙-JINGA-（2018年、TOKYO MX ほか）
- 捜査会議はリビングで!（2018年、NHK BSプレミアム）
- 特命刑事 カクホの女（2018年、テレビ東京）
- 海月姫（2018年、フジテレビ）
- アフロ田中（2019年、WOWOW） - ユキ 役[13]
- 連続テレビ小説 エール（2020年、NHK） - 筒井潔子 役[6]
- 前科者 -新米保護司・阿川佳代-（2021年11月20日 - 、WOWOW） - ユリ 役
- 東京、愛だの、恋だの（2021年12月30日・31日、テレビ東京） - 古沢恭子 役[14][注 1]
- ゴシップ#彼女が知りたい本当の○○ 第2話（2022年1月13日、フジテレビ） - 清瀬みさと 役
- 姪のメイ（2023年9月8日 - 10月13日、テレビ東京） - 山下真理子 役[15]
- 特捜9 season7 第4話（2024年4月24日、テレビ朝日） - 千堂小夏 役[16]
- JKと六法全書 第7話・最終話（2024年5月31日・6月7日、テレビ朝日） - 井上悦子 役[17]
- イグナイト -法の無法者- 最終回（2025年6月27日、TBS） - 望月鈴華 役[18]

### 配信ドラマ
- 野武士のグルメ（2017年、Netflix）-純喫茶の店員役
- SICK'S 覇乃抄 〜内閣情報調査室特務事項専従係事件簿〜（2019年、Paravi） - 備市 役
- JAM -the drama-（2021年、ABEMA） - 岩国トモヨ 役
- 地面師たち（2024年、Netflix）- 辻本詩織 役[19]

### アニメ
- カラフル忍者いろまき（2015年）

### PV
- My Hair is Bad  「化粧」
- 関取花「太陽の君に」

### ラジオドラマ
- 青春アドベンチャー  （NHK-FM）
  - 『北海タイムス物語』（2019年2月11日 - 2月22日） - 浦ユリ子 役[20]
  - 『深夜プラス1』（2023年7月3日 - 7月14日） - ヘレン・ジャーマン 役[21]
- FMシアター  （NHK-FM）
  - 『もと天使松永』（2015年12月23日） - 幸子 役[22]
  - 『断崖のふたり』（2017年5月13日） - 館本千佳 役[23]
  - 『彼女たちの夜明け』（2025年7月26日、脚本：山田由梨、考証：中村香住・若林佑真）[24][25] - 山本爽子 役[26]